# Comando de Aeródromo E 4/XVII
El Comando de Aeródromo E 4/XVII (Flieger-Horst-Kommandantur E 4/XVII) fue una unidad de la Luftwaffe durante la Segunda Guerra Mundial.

## Historia
Fue formado el 26 de agosto de 1939 en Schwechat como Comando de Aeródromo E Schwechat. En marzo de 1940 (?) es renombrado como Comando de Aeródromo E 4/XVII. En octubre de 1942 es renombrado como Comando de Aeródromo A 216/XII.

## Servicios
- 1939 – 1940: en Schwechat.
- 6 de junio de 1940 – 8 de junio de 1940: en Essigny-le-Petit.
- 10 de junio de 1940 – 26 de junio de 1940: en Laon-Couvron.
- 26 de junio de 1940 – julio de 1940: en Alençon.
- julio de 1940 – octubre de 1942: en Nantes (Francia).